# Discothyrea mixta
Discothyrea mixta é uma espécie de formiga do gênero Discothyrea, pertencente à subfamília Proceratiinae.